# Paradox (televisieserie)
Paradox is een vijfdelige Britse sciencefiction televisieserie die tussen 24 november en 22 december 2009 uitgezonden werd op BBC One. De serie werd geproduceerd door Clerkenwell Films in opdracht van BBC Northern Ireland. De serie werd opgenomen in Manchester.

## Plot
Op een dag krijgt de jonge Dr. Christian King, een autoriteit in de astrofysica acht beelden doorgestuurd in zijn laboratorium. Deze beelden blijken doorgestuurd te zijn langs zijn satelliet, maar hij heeft geen idee waar ze vandaan komen. Bovendien blijken de beelden gemaakt te zijn achttien uur in de toekomst. De beelden geven fragmentarische details weer van iets dat op een ramp lijkt. Hij contacteert de politie en vraagt om iemand te sturen met een open geest. Rebecca Flint wordt samen met haar collega's Ben Holt en Callum Gada op de zaak gezet. Nadat de jonge dokter eerst niet geloofd wordt door de drie politiemensen volgen er al snel aanwijzingen die Rebecca doet geloven dat het toch allemaal echt is. Uiteindelijk kon de ramp niet voorkomen worden. In de volgende afleveringen komen telkens opnieuw beelden binnen. Het proberen te achterhalen van de toekomst en het voorkomen van een ramp of misdaad gebeurt met wisselend succes.

## Rolverdeling
| Acteur           | Personage          |
| ---------------- | ------------------ |
| Tamzin Outhwaite | Rebecca Flint      |
| Mark Bonnar      | Ben Holt           |
| Emun Elliott     | Dr. Christian King |
| Chiké Okonkwo    | Callum Gada        |
| Lorcan Cranitch  | Simon Manning      |
| Abigail Davies   | Amelia James       |